# Laura Arcos Terán
Laura Arcos Terán (Quito, 27 de julio de 1938) es una científica ecuatoriana fundadora de la Escuela de Ciencias Biológicas de la Pontificia Universidad Católica del Ecuador. Su principal campo de investigación es la genética.

## Biografía
Laura Arcos Terán nació en Quito el 27 de julio de 1938. Su padre, un médico reconocido del Ecuador quien fue rector de la Universidad Central del Ecuador, falleció cuando ella tenía 5 años. Su madre falleció tres años después. Fue criada por la familia de su madre. Laura Arcos Terán realizó la escuela primaria en La Inmaculada y la secundaria en el colegio La Providencia. 
Obtuvo su licenciatura en Ciencias Biológicas en la Universidad Complutense de Madrid. Posteriormente, obtuvo su doctorado en la Universidad de Tubinga por su investigación doctoral sobre cromosomas politénicos de Drosophila. Su investigación doctoral se llevó a cabo en el Instituto Max-Planck en Tubinga. En enero de 1973 regresó al Ecuador y continuó en esta línea de investigación como catedrática en la Pontificia Universidad Católica del Ecuador en donde promovió la creación de la carrera de ciencias biológicas.

## Condecoraciones
- Fray Bartolomé de las Casas. Por méritos a la labor Académica y Científica, Ilustre Municipio de Quito. Diciembre de 1993.[3]